# Olidiana knowltoni
Olidiana knowltoni är en insektsart som beskrevs av Nielson 1982. Olidiana knowltoni ingår i släktet Olidiana och familjen dvärgstritar. Inga underarter finns listade i Catalogue of Life.